# Dick van den Heuvel
Pour les articles homonymes, voir Van den Heuvel.
 (octobre 2018).
Si vous disposez d'ouvrages ou d'articles de référence ou si vous connaissez des sites web de qualité traitant du thème abordé ici, merci de compléter l'article en donnant les références utiles à sa vérifiabilité et en les liant à la section « Notes et références ».
Dick van den Heuvel, né le 22 août 1956 à Amsterdam, est un scénariste et écrivain néerlandais.

## Filmographie
- 1996 : The Right to Know de Stephan Brenninkmeijer[2]
- 2000 : De Stilte van het Naderen de Stephan Brenninkmeijer[3]
- 2007 : Eigenheimers de Pollo de Pimentel[4]
- 2011 : Furious de Dave Schram[5]
- 2013 : Leve Boerenliefde de Steven de Jong[6]
- 2013 : Spijt! de Dave Schram[7]
- 2015 : Keet & Koen en de speurtocht naar Bassie & Adriaan de Annemarie Mooren[8]
- 2016 : Fatal de Jesse Bleekemolen
- 2017 : Spaak de Steven de Jong[9]